# Robert Leeson
Robert Arthur Leeson (Barnton, 31 marzo 1928 – 29 settembre 2013) è stato uno scrittore britannico, noto soprattutto per i libri dedicati ai suoi figli.
È stato uno scrittore prolifico, avendo pubblicato più di 70 libri per ragazzi pubblicati tra il 1973 e il 2003, e 7 libri per adulti. Tra i suoi libri troviamo  Il genio di terza classe (The Third Class Genie, 1975), Il bugiardo (Liar, 1999) e La corda del tempo (Time Rope, 1986). Ha anche scritto per la radio, la televisione e il teatro.